# گوناپولا
گوناپولا (به لاتین: Gonapola) یک منطقهٔ مسکونی در سری‌لانکا است که در استان غربی، سری‌لانکا واقع شده‌است.